# Zrće
Zrće est une longue plage de galets sur l'île de Pag et est située sur la mer Adriatique en Croatie. Zrće est situé près de la ville de Novalja, à environ 2 kilomètres du centre de la ville. C'est l'une des quelques 100 plages Pavillon Bleu en Croatie, ayant reçu ce prix en 2003.

## Description
La plage de Zrće est une destination estivale croate de premier plan pour les fêtards, avec de nombreuses discothèques et bars de plage ouverts les mois d'été, qui lui vaut son surnom d'Ibiza croate. La plage de Zrće abrite des clubs tels que : Aquarius, Kalypso, Papaya et Noa Beach club, qui présentent régulièrement des DJ de house, Electro, hardstyle, R'n'b, hip-hop et de trance au plus fort de la saison estivale croate. La plage accueille également le festival de Hard Island.
Les activités comprennent le saut à l'élastique, le jet-ski, les bateaux de fête et les catapultes gonflables.

## Galerie

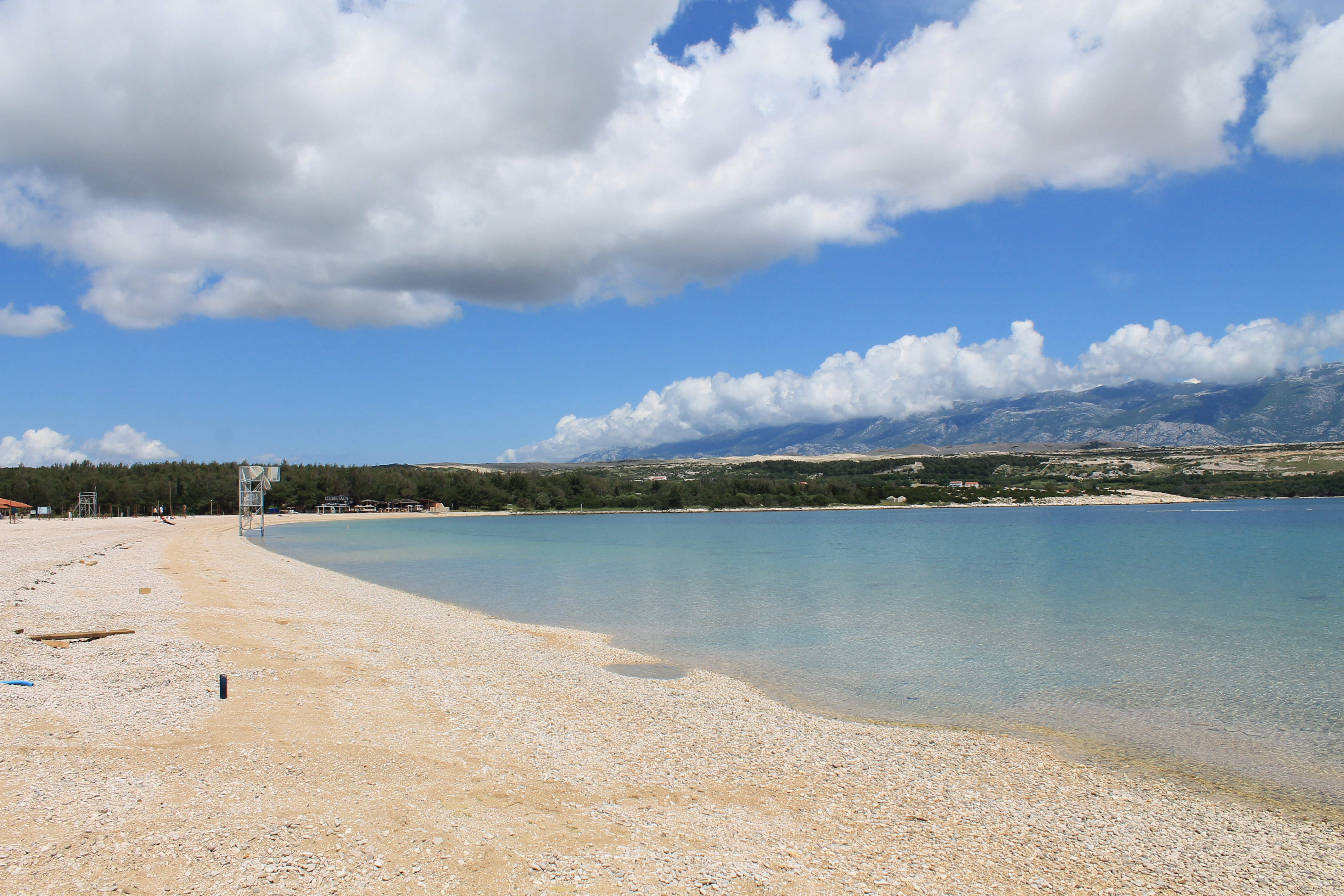
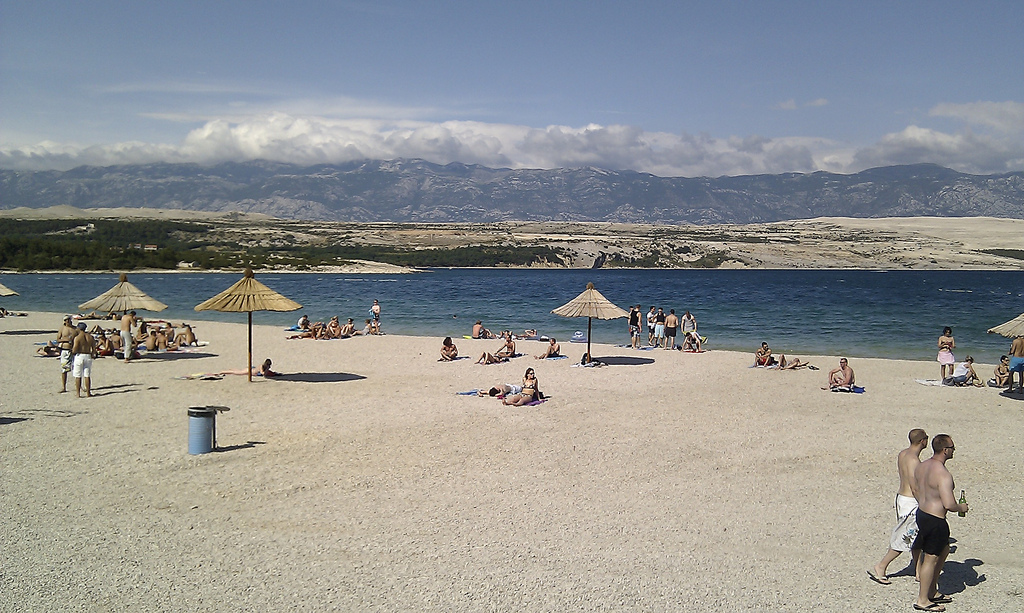
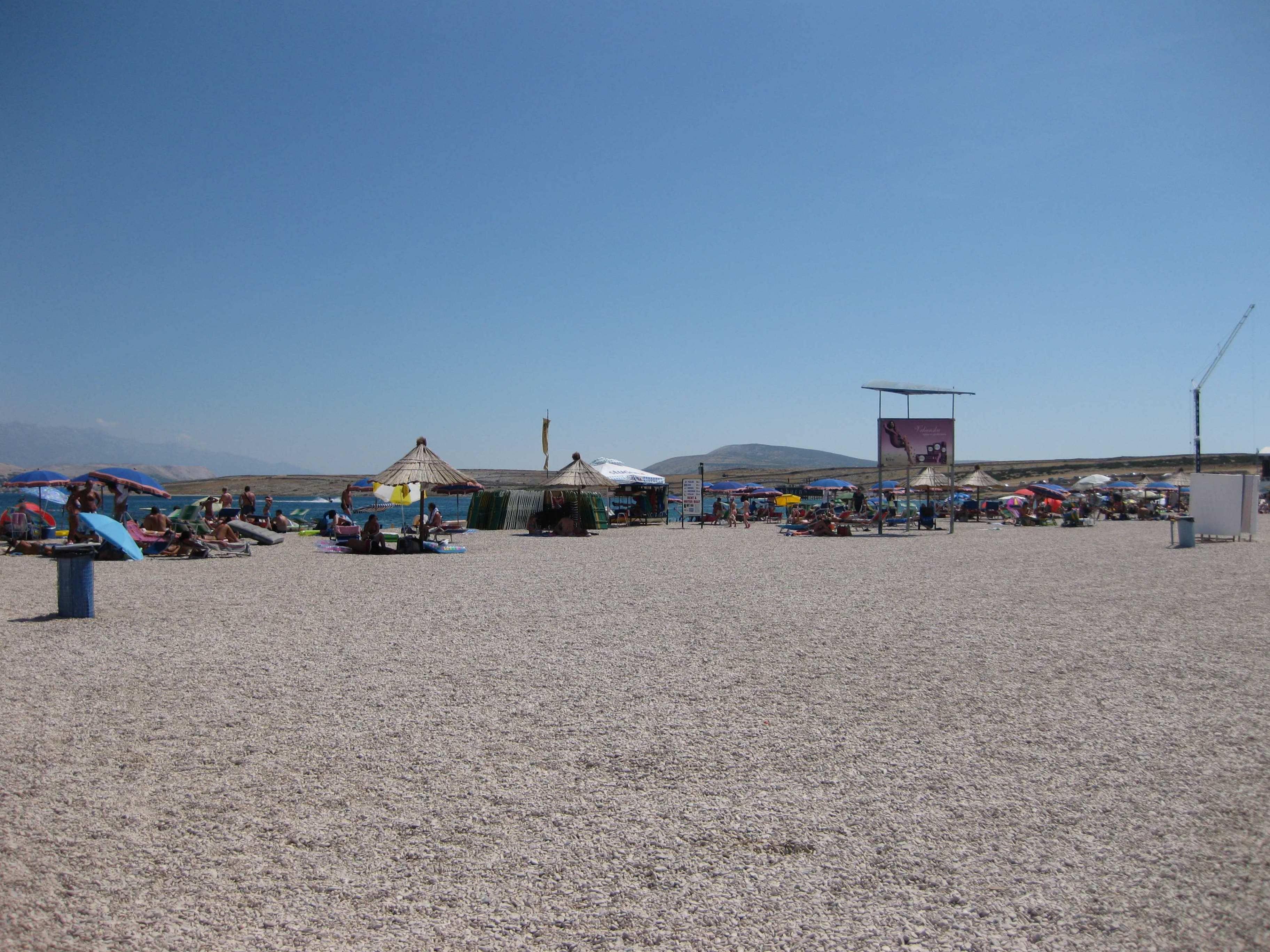
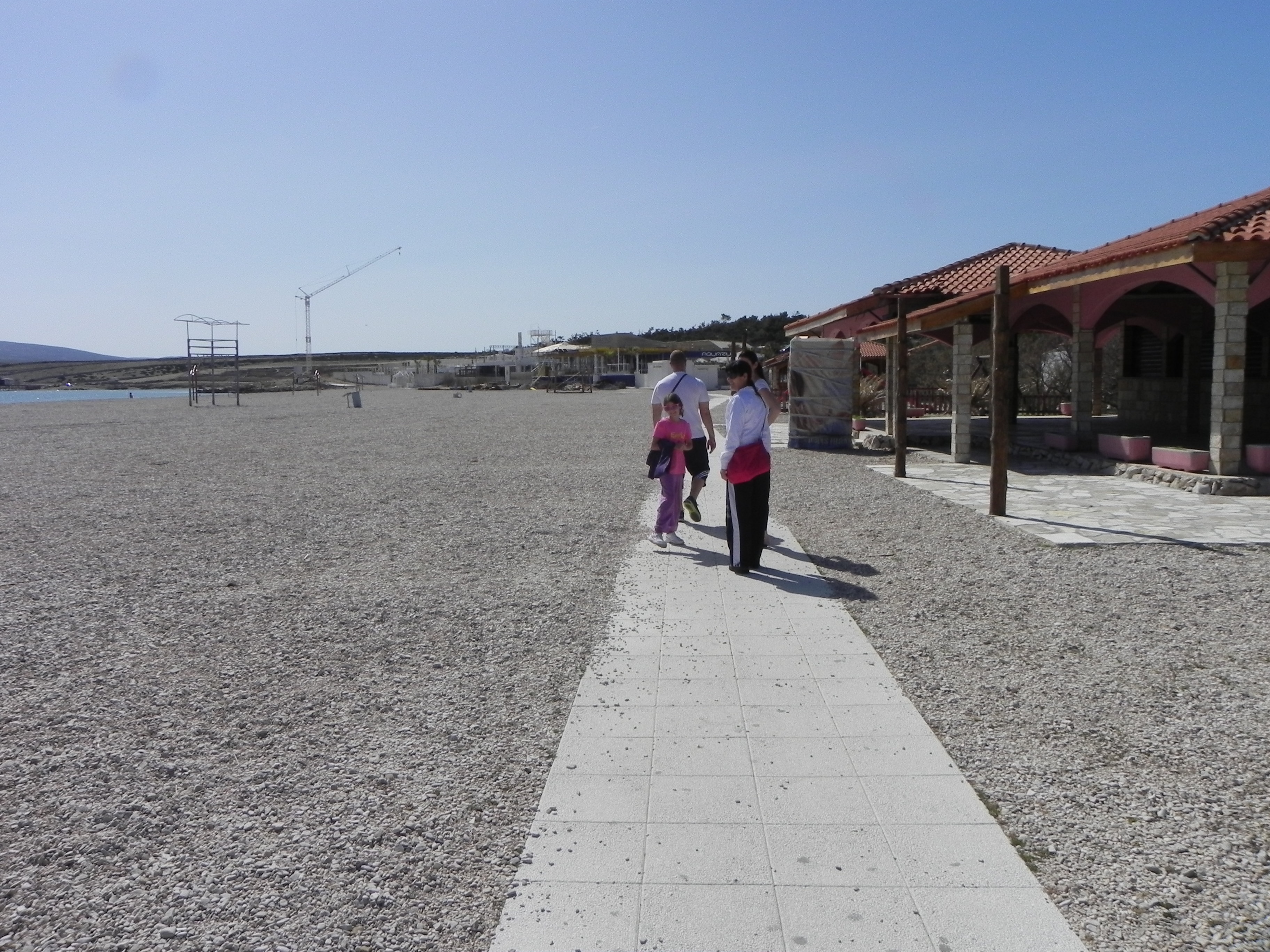
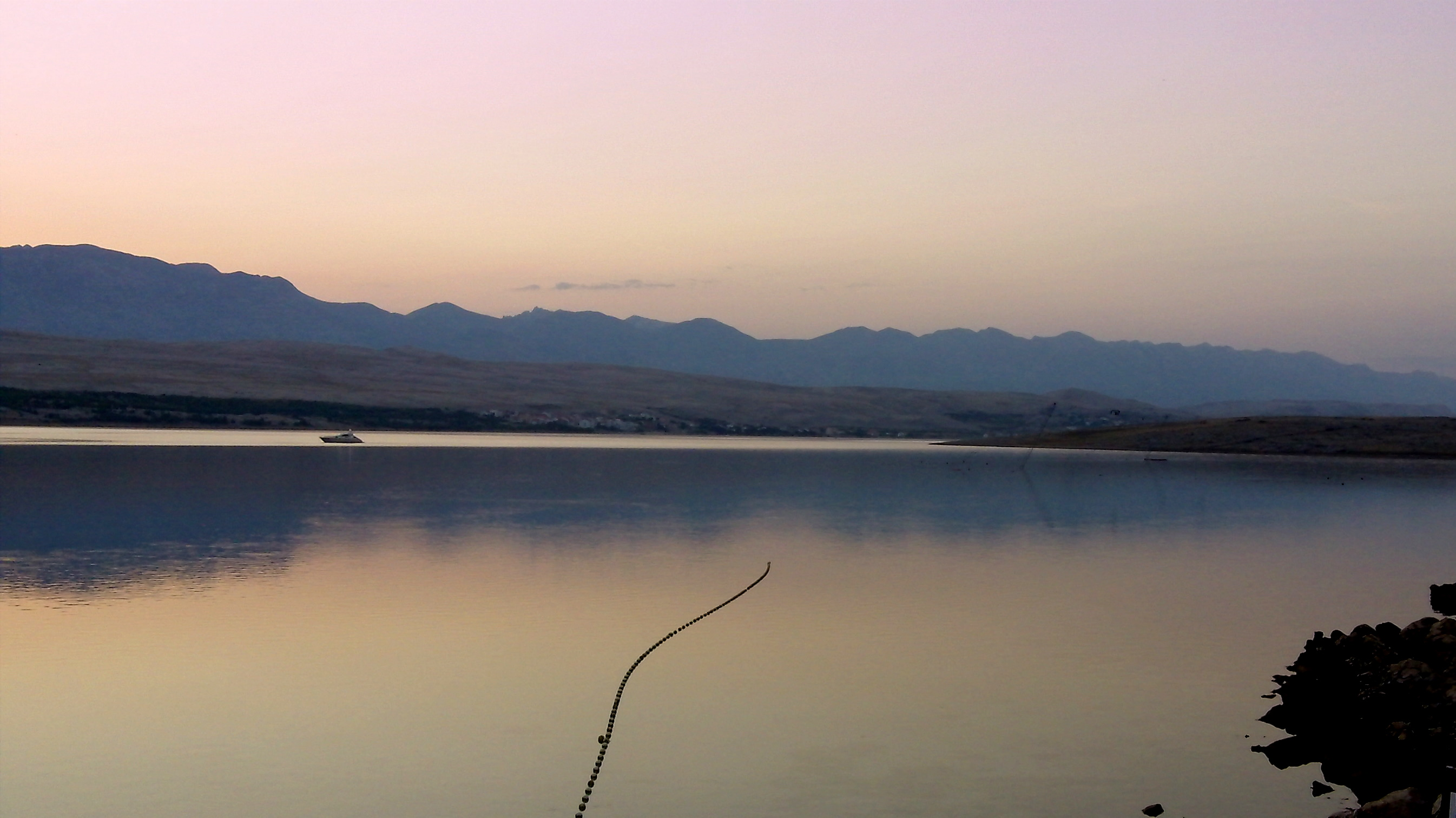
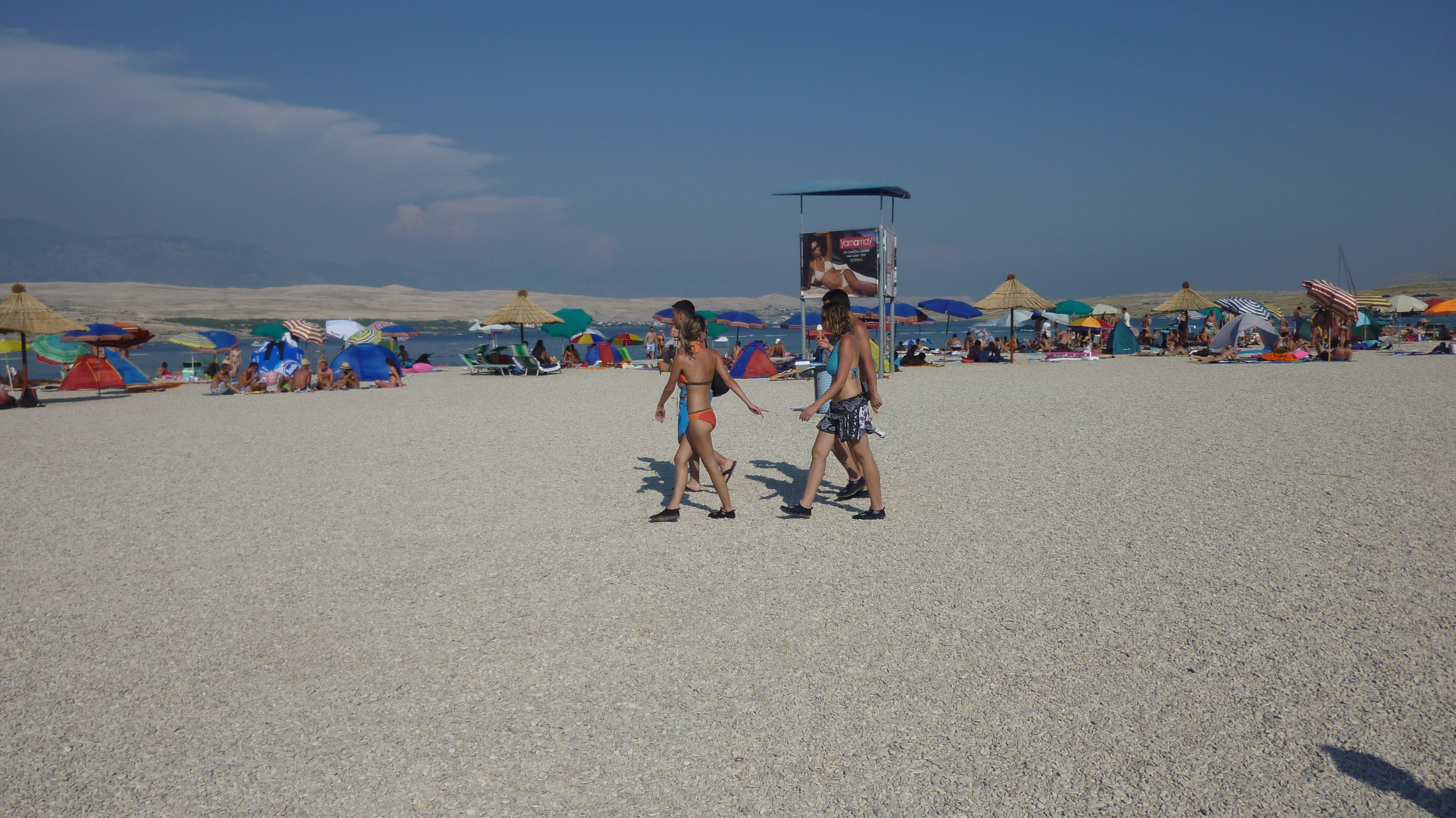
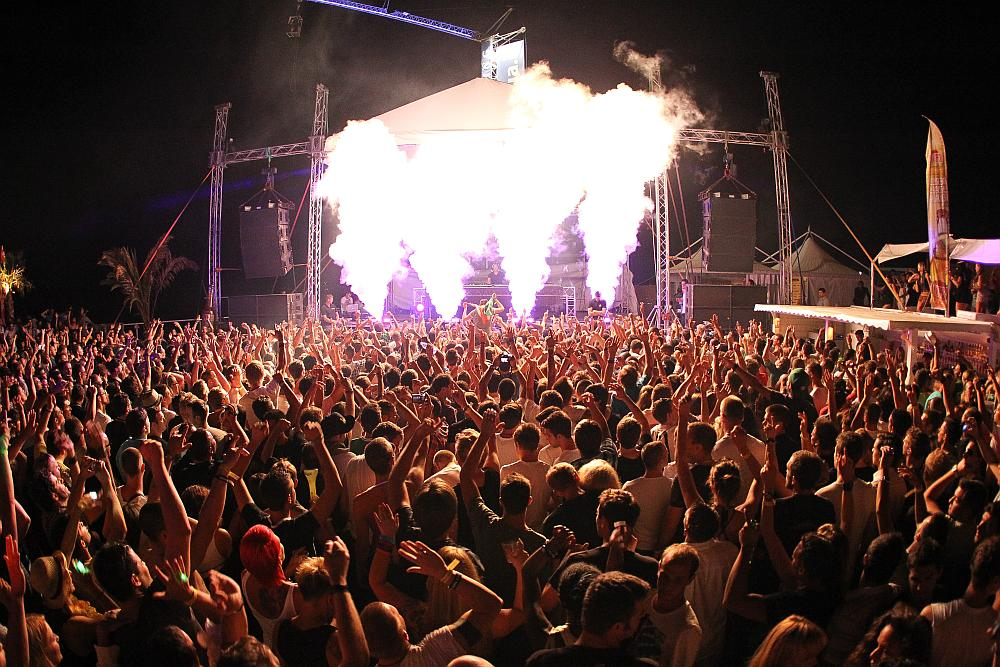
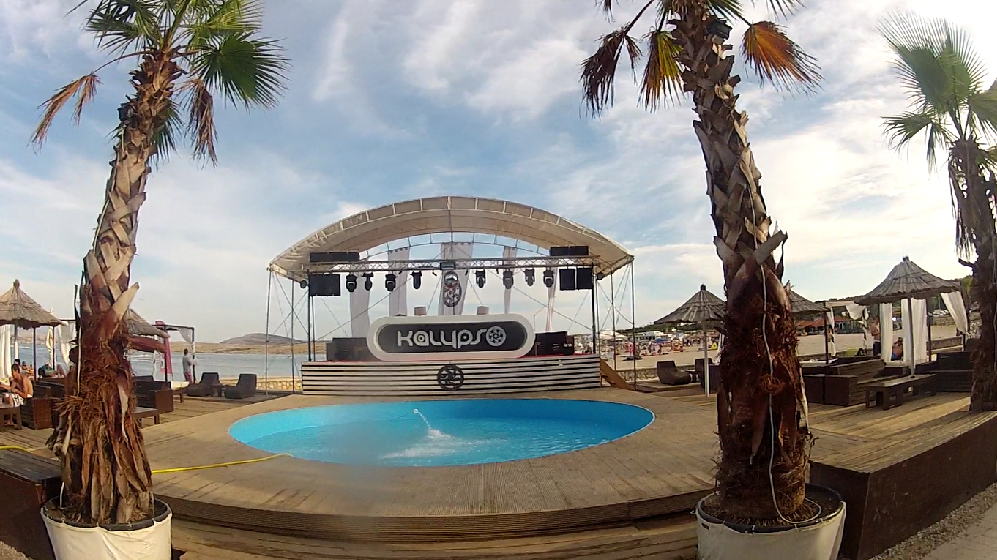